# 코로르섬

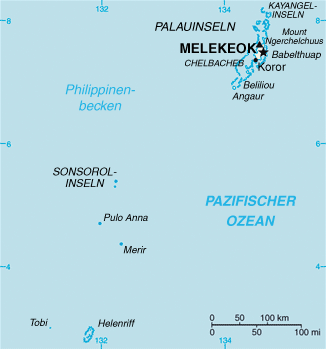
코로르섬

코로르섬(Koror)은 서부 태평양에 있는 섬으로, 팔라우의 코로르주에 속한다. 면적은 8km2 정도이며 인구는 약 10,000명이 넘어서 팔라우에서 가장 인구가 많은 섬이다. 팔라우 제도에서 가장 큰 섬인 바벨다오브섬의 7km 정도 남서쪽에 위치한 코로르-바벨다오브 다리로 연결되어 있다.